# Enseignement primaire

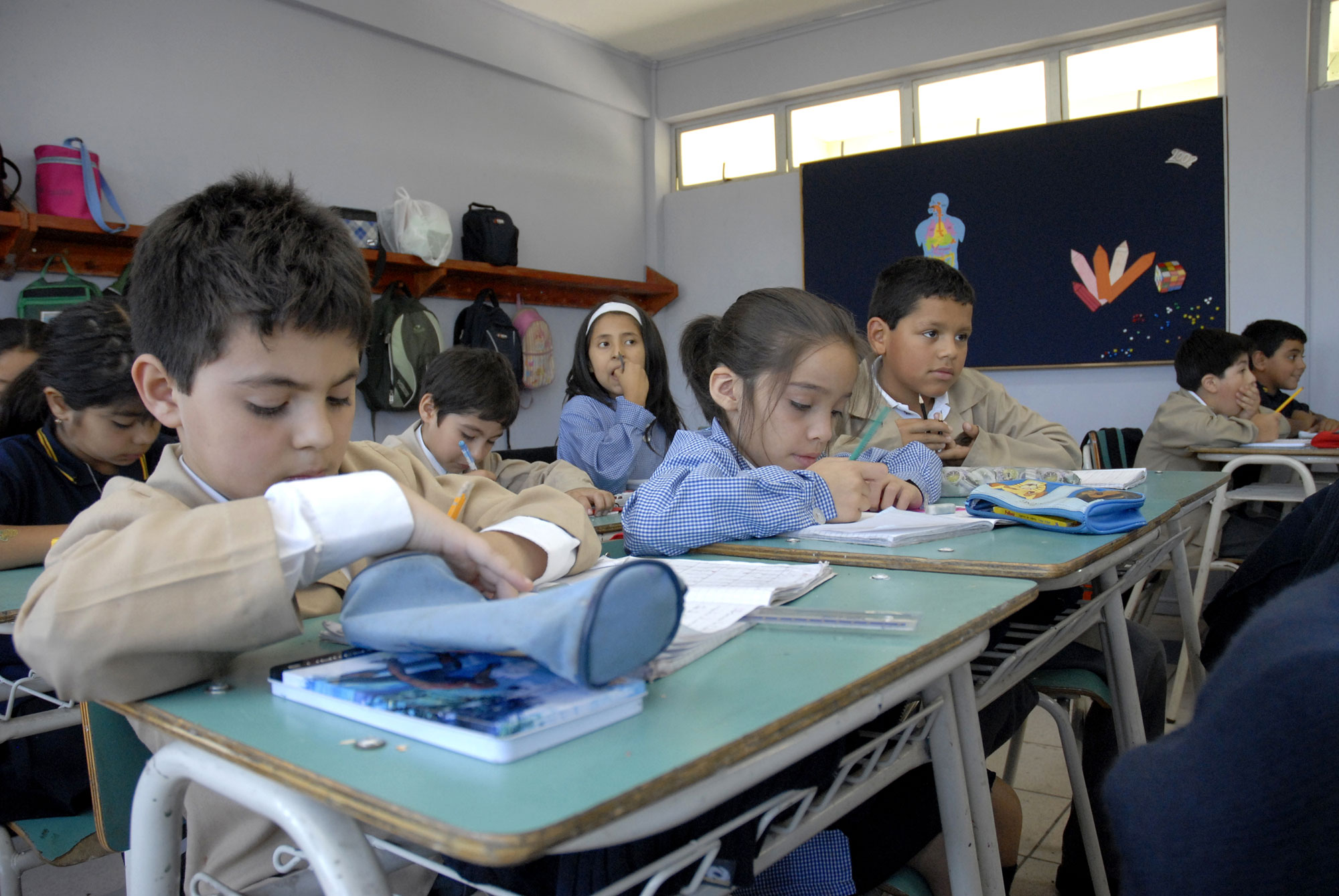
Écoliers en étude à Santiago (Chili).

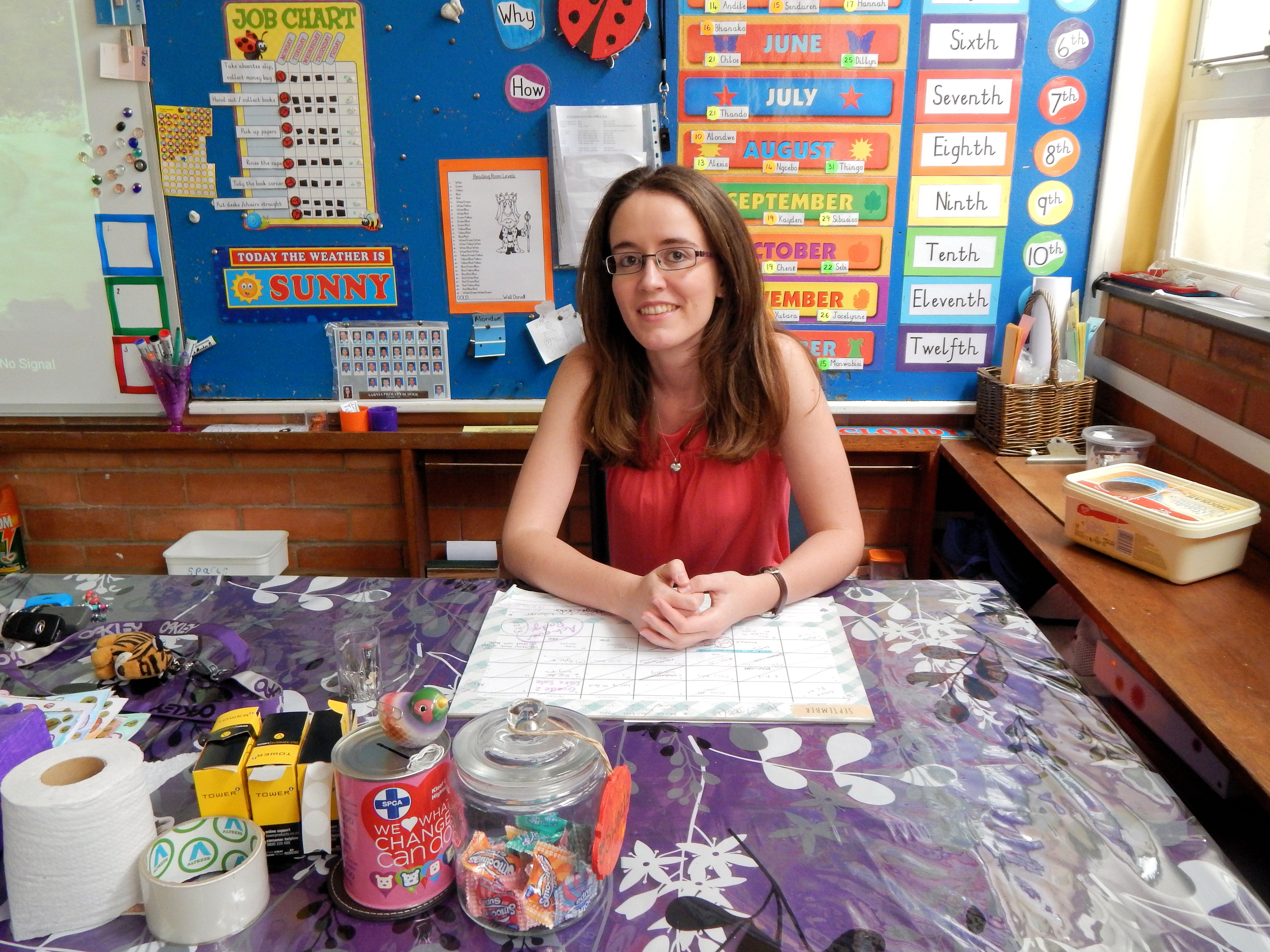
Jeune institutrice en Afrique du Sud.

 (novembre 2024).
 (novembre 2024).
Si vous disposez d'ouvrages ou d'articles de référence ou si vous connaissez des sites web de qualité traitant du thème abordé ici, merci de compléter l'article en donnant les références utiles à sa vérifiabilité et en les liant à la section « Notes et références ».
Comme l'enseignement primaire n'est dispensé qu'en école (l'Instruction à domicile n'étant pas appelée ainsi), il se confond avec la notion d'école primaire. C'est dans plusieurs pays le premier degré de l'enseignement. Il permet notamment l'apprentissage de la lecture, de l'écriture et des bases de mathématiques. Les enfants entament leurs études primaires vers l'âge de six ans et les achèvent vers l'âge de onze ans.

## Éducation et État de droit
Les écoles jouent un rôle majeur dans la socialisation des enfants, filles ou garçons, et dans le développement de leur appréciation du partage, de l'équité, du respect mutuel et de la coopération. Elles définissent donc les valeurs et les compétences fondamentales qui sont à la base de la compréhension de concepts tels que la justice, la démocratie et les droits de l'homme.
Les systèmes éducatifs qui favorisent le respect de l'État de droit conformément aux instruments internationaux relatifs aux droits humains et aux libertés fondamentales renforcent la relation entre les apprenant(e)s et les institutions publiques dans l'objectif ultime de donner aux jeunes les moyens de devenir des défenseurs de la paix et de la justice. Le personnel enseignant est généralement le principal acteur de ce travail et a une influence décisive, de même que les familles, sur les attitudes et les comportements des enfants.
En menant à une compréhension commune des règles qui régissent une société — et des droits et devoirs qui leur sont associés —, l'éducation à la citoyenneté mondiale (ECM) contribue au développement d'un sentiment de solidarité et de responsabilité mutuelle entre la population et le gouvernement, et donc à une culture de la légalité.

## Belgique

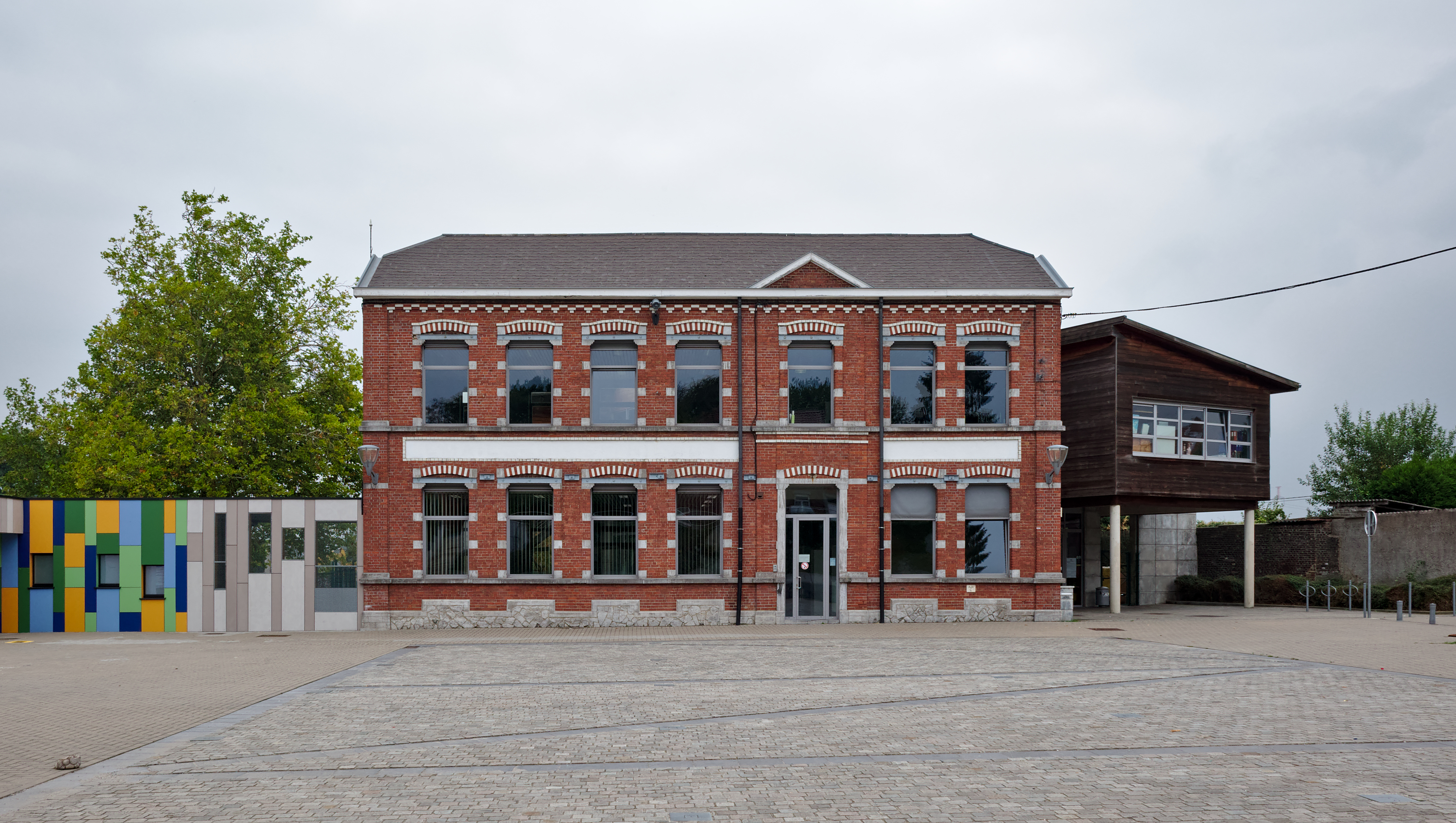
École primaire de Viesville en Belgique.

## Cambodge
Le système scolaire cambodgien, marqué par un protectorat français de 90 ans (1863-1953), apparaît, au moins quant à sa structuration, très proche du modèle français. Il s'en distingue cependant sur au moins deux points principaux :
- la succession des classes est inversée. Ainsi, le cours préparatoire constitue le premier niveau ; alors que l'année du baccalauréat forme la douzième classe ;
- l'école primaire comporte six classes (ou six grades), contrairement au système français qui ne comprend que cinq niveaux.

## Canada
Au Canada, l’éducation est de juridiction provinciale.

### Québec
Au Québec, l’enseignement primaire est le premier de quatre niveaux d’enseignement dispensés dans cette province. Il est obligatoire pour tous les Québécois. Il comporte 6 grades d’enseignement (de la première à la sixième année), chacun rattaché à une année scolaire. Ces six années sont réparties en trois cycles. Le premier cycle regroupe la première et la deuxième année, le second la troisième et la quatrième année et le troisième la cinquième et la sixième année. Sur le plan administratif, l’enseignement primaire québécois est rattaché à l’éducation préscolaire qui n'est pas obligatoire (on parle d’éducation préscolaire et enseignement primaire).
Au Québec, l'école maternelle, proposée par certaines écoles, n'est pas considérée comme faisant partie du parcours primaire puisqu'elle n'est pas obligatoire.
Au Québec, pour devenir enseignant au primaire, il faut obtenir un brevet d'enseignement en faisant un baccalauréat en éducation. Ce baccalauréat est d'une durée de quatre ans. Les étudiants doivent faire plus de 700 heures de stage.

#### Passage primaire-secondaire au Québec
Lors de cette étape, les élèves de sixième année doivent choisir une école secondaire. Ils peuvent soit intégrer une école secondaire de leur quartier, soit aller à une école privée ou internationale. Concernant l'école située dans le quartier, ils peuvent l'intégrer sans passer de test ou d'examen, sauf pour des concentrations. Pour intégrer une école privée ou internationale, ils doivent passer des tests d'admission, variant de plusieurs niveaux et dépendants de l'école. Puis, si l'élève est admis(e), il recevra une lettre et devra remplir un formulaire de confirmation.

## France
Le cycle I des trois premières années des petite section, moyenne section et grande section, soit le cycle des apprentissages premiers, correspond à l'enseignement maternel.
Les cycles II et III forment l'enseignement élémentaire. Le cycle II est celui des apprentissages fondamentaux. Il comprend la première année, le cours préparatoire ou CP (6-7 ans) ; la deuxième année, le cours élémentaire 1re année ou CE1 (7-8 ans) et la troisième année, le cours élémentaire 2e année ou CE2 (8-9 ans). Le cycle III est celui de la consolidation. Il comprend la première année, le cours moyen 1re année ou CM1 (9-10 ans) et la deuxième année, le cours moyen 2e année ou CM2 (10-11 ans) et pour terminer la sixième au collège.

## Sources
- Cet article est partiellement ou en totalité issu de la page « Permettre aux élèves d’œuvrer pour des sociétés justes: manuel pour le personnel enseignant du primaire » de UNESCO, le texte ayant été placé par l’auteur ou le responsable de publication sous la CC BY-SA 3.0 IGO